# HD 57146
HD 57146，又名CD-26 4164，SAO 173453、HR 2786，是一颗恒星，视星等为5.28，位于銀經239.65，銀緯-6.26，其B1900.0坐标为赤經7h 14m 46.9s，赤緯-26° -6.26′ 11″。